# Injection (médecine)
Pour les articles homonymes, voir Injection.
En médecine, une injection est une méthode instrumentale utilisée pour introduire dans l'organisme une substance à visée thérapeutique ou diagnostique. Cet acte médical se fait au moyen d'une voie d'administration constituée d'une aiguille creuse ou d'un cathéter mis en place par effraction plus ou moins profonde du revêtement externe du corps, c'est-à-dire la peau le plus souvent.

## Avantages et inconvénients
Ce dispositif constitue une voie parentérale, ce qui signifie que le produit injecté dans le corps ne passe pas par les intestins, permettant une biodisponibilité de 100 %. En outre, l'injection constitue la principale méthode d'administration de médicament pour un patient incapable de prendre un traitement par voie simple (trouble de conscience, trouble de déglutition, trouble du jugement avec risque élevé pour le patient ou son environnement).
L'inconvénient principal de ce type de voie d'abord est le risque d'infection ou moins souvent d'hémorragie. Il peut être également source de douleur, ecchymose ou hématome. Par ailleurs, il existe une phobie liée aux injections, appelée trypanophobie.

## Les différentes voies d'injection
Par voie générale, l'injection peut être réalisée par plusieurs voies qui permettent la diffusion de la substance par sa circulation dans le sang :
- en intraveineuse (IV) dans une veine, périphérique au niveau de l'avant-bras (veine céphalique), ou centrale au niveau du cou (veine jugulaire interne) : la majorité des traitements hospitaliers par voie parentérale se font via la perfusion intraveineuse ;
- en sous-cutanée (SC) dans l'hypoderme, le plus souvent au niveau du bras, de l'abdomen ou de la cuisse : par exemple certains vaccins, hormones ou anticoagulant ;
- en intramusculaire (IM) dans un muscle, superficielle dans le bras (muscle deltoïde), ou dans la cuisse (quadriceps) chez le nourrisson, ou profonde dans la fesse (muscle glutéal) : certains vaccins, vitamines ou psychotropes s'administrent ainsi ;
- en intraosseuse dans la moelle osseuse d'un os long, par exemple dans le tibia, dans une situation d'urgence si nécessaire.

L'injection peut également se faire par voie locale dans un quelconque compartiment du corps, sans qu'il y ait de diffusion à l'ensemble de l'organisme. Par exemple, en intradermique, l'injection est faite dans la peau, entre l'épiderme et le derme : l'intradermoréaction tuberculinique.